# Martha Ziegler
Martha Ziegler (* 20. März 1899 in Darmstadt; † 2. Dezember 1957 ebenda) war eine deutsche Schauspielerin.

## Leben
Sie besuchte nach der Höheren Schule die Schauspielschule Frankfurt. Ihre anschließenden Bühnenstationen waren Basel, Düsseldorf, Hamburg, Frankfurt am Main und das Schillertheater in Berlin.
Als Zimmermädchen hatte sie 1930 in Abschied ihren ersten Filmauftritt. In ähnlichen Rollen, wie zum Beispiel als Sekretärin in Der falsche Ehemann (1931) oder als Clubwartin in Acht Mädels im Boot (1932), wirkte sie während der gesamten 1930er Jahre in mehreren Produktionen mit. Sie stand 1944 in der Gottbegnadeten-Liste des Reichsministeriums für Volksaufklärung und Propaganda.
Nach Kriegsende war sie nur noch einmal, nämlich 1949 in Mordprozess Dr. Jordan, auf der Leinwand zu sehen. Beim Theater trat sie noch in mehreren Gastspielen auf.

## Filmografie
- 1930: Abschied
- 1930: Ihre Majestät die Liebe
- 1931: Das Ekel
- 1931: Der falsche Ehemann
- 1931: Der Hauptmann von Köpenick
- 1931: Der kleine Seitensprung
- 1932: Acht Mädels im Boot
- 1932: An heiligen Wassern
- 1932: Es wird schon wieder besser
- 1932: Ich bleib bei Dir
- 1933: Es gibt nur eine Liebe
- 1933: Hände aus dem Dunkel
- 1933: Kleines Mädel – großes Glück
- 1933: Muß man sich gleich scheiden lassen?
- 1933: Der Page vom Dalmasse-Hotel
- 1933: Was wissen denn Männer?
- 1933: Ist mein Mann nicht fabelhaft?
- 1934: Erstens kommt es anders
- 1934: Hochzeit am 13.
- 1934: Die vier Musketiere
- 1935: Friesennot
- 1935: Die törichte Jungfrau
- 1935: Einer zuviel an Bord
- 1936: Donner, Blitz und Sonnenschein
- 1936: Inkognito
- 1936: Die un-erhörte Frau
- 1937: Karussell
- 1940: Mädchen im Vorzimmer
- 1941: Aufruhr im Damenstift
- 1941: Die Kellnerin Anna
- 1944/52: Das Mädchen Juanita
- 1949: Mordprozess Dr. Jordan